# Vardís Vardinogiánnis
Vardís Vardinogiánnis (en grec moderne : Βαρδής Βαρδινογιάννης), né le 4 décembre 1933 à Episkopi (Réthymnon, Crète) et mort le 12 novembre 2024 à Athènes, est un milliardaire grec, homme d'affaires pétrolier et armateur. 
Il est président et actionnaire majoritaire de Motor Oil Hellas (en), Vegas Oil and Gas (en) et impliqué dans de nombreux autres intérêts commerciaux et maritimes. Vardís Vardinogiánnis a été inclus dans les personnes les plus influentes de la Lloyd's List dans le domaine de la navigation et est également inclus dans la liste des milliardaires du monde par le magazine Forbes avec une fortune estimée à 1,6 milliard de dollars.

## Biographie
Vardís Vardinogiánnis est né à Episkopí en Crète,  fils de fermiers pauvres. Ils ont eu huit enfants : six garçons et deux filles. Tout le monde a aidé dans les champs dès le plus jeune âge. Vardís Vardinogiánnis a fréquenté l'école primaire pendant la Seconde Guerre mondiale, lorsque la Crète a été occupée par les Allemands. Dans les années d'après-guerre, il s'installe à Athènes, où il entre à l'Académie navale hellénique, dont il sort diplômé en 1955 en tant qu'officier de la marine grecque[réf. nécessaire].

### Expédition, embargo en Rhodésie
Au cours des années suivantes[Lesquelles ?], les quatre frères Vardinogiánnis ont continué à étendre le groupe. Après la chute de l'Union soviétique, le groupe s'est développé dans les nouveaux États indépendants de l'ancien bloc communiste, obtenant des contrats pour l'ouverture de nouvelles autoroutes en Ukraine et en Géorgie. Les frères Vardinogiánnis possédaient le navire marchand Ioanna V qui, en 1966, a brisé l'embargo imposé par l'ONU et imposé par les Britanniques sur le régime de la Rhodésie et a acheminé du pétrole vers le port portugais de Beira au Mozambique, qui était relié par un oléoduc à la Rhodésie enclavée. Cette décision a rapporté d'énormes profits au groupe de la famille Vardinogiánnis[source insuffisante]. 

### Intérêts commerciaux
La famille Vardinogiánnis a étendu son réseau dans le monde entier et dans divers secteurs d'activité. Leurs intérêts vont du pétrole à la navigation, en passant par la banque, les médias, l'immobilier, le tourisme, l'édition et le travail caritatif. En 2015, la famille Vardinogiánnis détenait des participations dans 98 entreprises au total en Grèce et à l'étranger.

### Mort
Le 20 novembre 1990, le groupe terroriste grec Organisation révolutionnaire du 17 novembre a tenté de l'assassiner. Il a été sauvé grâce à sa Mercedes hautement blindée,.
Vardís Vardinogiánnis meurt le 12 novembre 2024.

### Vie privée
Vardís Vardinogiánnis a épousé Mariánna Bournáki, et ils ont cinq enfants, dont Giánnis Vardinogiánnis (en). Il est également le frère du magnat de la navigation Giórgos Vardinogiánnis (en), connu pour avoir été pendant de nombreuses années président du Panathinaïkós FC.

#### Amitié avec la famille Kennedy
Vardís Vardinogiánnis et sa femme Mariánna sont parmi les fondateurs du conseil de direction de Robert Kennedy avec Bill Clinton et d'autres dirigeants mondiaux. Le mariage de Rory Kennedy, fille de Robert et Ethel Kennedy avec Mark Bailey (en) a été célébré dans le manoir grec de Vardinogiánnis dans le quartier chic d'Ekáli (en).  Même le mariage de sa sœur aînée Rory, Courtney Kennedy avec l'Irlandais Paul Hill en 1993 a été célébré sur le yacht de luxe Varmar appartenant à Vardís Vardinogiánnis.

#### Amitié avec la famille royale de Grèce
Vardís Vardinogiánnis est proche de l'ancienne famille royale de Grèce. En 2025, sa nièce Chrysí épouse le prince Nikólaos de Grèce, fils de l'ex-roi des Hellènes Constantin II.